# 공공폐자원관리시설
공공폐자원관리시설(公共廢資源管理施設)은 공공처리대상폐기물을 처리하기 위해 설치ㆍ운영하는 폐기물처리시설을 말한다. 이때 공공처리대상폐기물이란 방치폐기물, 부적정처리폐기물, 재난폐기물 및 사업장폐기물 중 일부 조건을 충족하는 폐기물을 한데 아울러 이르는 것으로서 각각에 대한 상세한 뜻은 본문에서 설명한다. 매립되거나 소각되어 단순히 없어지는 것이 아니라 에너지를 만드는 자원으로 활용되므로 폐기물이 아닌 폐자원이라는 용어를 사용한다.

## 관련 용어 정의

### 폐자원
「폐기물관리법」 제2조제1호에 따른 폐기물을 「자원순환기본법」 제3조에 따른 자원순환의 기본원칙을 준수하여 같은 조 제3호에 따라 사람의 건강과 환경에 미치는 영향이 최소화되도록 순환이용하기 전 또는 그 과정에 있는 폐기물 및 처분되기 전의 폐기물을 말한다

### 폐기물
쓰레기, 연소재(燃燒滓), 오니(汚泥), 폐유(廢油), 폐산(廢酸), 폐알칼리 및 동물의 사체 등으로서 사람의 생활이나 사업 활동에 필요하지 않게 된 물질을 말한다.

### 사업장폐기물
법 제2조제3호에 따른 폐기물로서 사업장생활계폐기물, 사업장배출시설계폐기물, 지정폐기물로 분류
- 사업장생활계폐기물 : 폐기물관리법 시행령 제2조제7호 및 제9호에 따른 사업장에서 발생되는 지정폐기물 외의 폐기물, 폐기물관리법 제2조제3호와 동 법 시행령 제2조제1호부터 제5호까지 사업장에서 배출시설 등의 운영에 관계되지 아니한 폐기물(사업장배출시설계 폐기물 외의 폐기물)

※ 사업장생활계폐기물은 생활폐기물의 성상과 유사하여 생활폐기물로 수집·운반 및 처리되고 있어 통계는 생활계폐기물에 포함되어 있음
- 사업장배출시설계폐기물 : 대기·폐수·소음·진동 배출시설의 운영으로 배출되는 폐기물과 수질 및 수생태계 보전에 관한 법률 제48조제1항에 따른 폐수종말처리시설, 하수도법 제2조제9호에 따른 공공하수처리시설, 하수도법 제2조제10호에 따른 분뇨처리시설, 가축분뇨의 관리 및 이용에 관한 법률 제24조에 따른 공공처리시설, 폐기물관리법 제29조제2항에 따른 폐기물처리시설에서 발생되는 폐기물
- 지정폐기물 : 사업장폐기물 중 폐유·폐산 등 주변 환경을 오염시킬 수 있거나 의료폐기물 등 인체에 위해를 줄 수 있는 해로운 물질로서 대통령령으로 정하는 폐기물

### 생활폐기물
사람의 생활이나 사업활동에 필요하지 않게 된 물질로서, 일반 가정과 소형사업장(사업장생활계폐기물)에서 발생하는 모든 폐기물을 말한다.

### 방치폐기물
폐기물처리업자 또는 폐기물 신고자가 일정한 기간을 초과하여 휴업을 하거나 폐업 등으로 조업을 중단한 경우, 시·도지사 또는 지방환경관서의 장이 기간을 정하여 폐기물 처리를 명하였으나, 이를 이행하지 아니하고 폐기물처리업자 또는 폐기물처리 신고자가 보관하고 있는 폐기물(「폐기물관리법」 제40조제4항)

### 부적정처리폐기물
폐기물의 처리기준과 방법 또는 폐기물 재활용 원칙 및 준수사항에 맞지 아니하게 처리되거나, 관련법령을 위반하여 버려지거나 매립된 폐기물(「폐기물관리법」 제8조, 제13조, 제13조의2 위반)

### 재난폐기물
태풍·홍수 등의 자연재난이나, 화재·붕괴 등의 사회재난으로 발생한 폐기물(「재난 및 안전관리 기본법」 제3조제1호)

## 공공폐자원관리시설 개요

### 도입 배경
지난 2018년 폐기물 대란을 비롯해 각종 언론 매체에서 알려진 익산 폐석산 143만톤, 완주 보은 매립장 약 60만톤 등 전국적으로 불법・방치폐기물의 처리가 시급한 상태이다. 그러나, 민간 폐기물 처리시설은 이미 포화상태에 도달했고, 이로 인해 처리비용이 급증하면서 불법처리 유인이 증가, 지역 내 주민갈등 등 민간 관리체계의 한계를 보여주고 있다. 이와 같은 문제를 해결하기 위해 국가는 공공폐자원관리시설을 설치・운영함으로써 처리가 시급한 불법폐기물(방치・부적정처리 등)과 민간처리의 한계점을 극복하고 국가차원의 대응능력을 확보하여 폐기물을 보다 안정적으로 처리할 수 있는 사회적 안전 기반을 확보하고자 한다.

### 주요 쟁점
위와 같은 문제들이 수면 위로 떠오르면서 국가의 주도로 운영하는 공공폐자원관리시설 설치의 당위성이 함께 부각되고 있다. 당위성엔 동의하지만 우리 고장 설치에 대해선 반대한다는 이율배반적인 정서를 어떻게 극복해내느냐가 가장 큰 난제이다. 한 조사 결과에 따르면 국가 주도로 폐기물처리시설을 설치하는 데에는 동의하지만(찬성 89.9%) 내 집 앞 설치에는 난색이라는(찬성 12.1%) 결과 가 이 과제의 난도를 상징적으로 말해준다.

## 공공폐자원관리시설법 시행

### 추진 경과
2018년 서울・수도권을 비롯한 전국 대도시를 중심으로 아파트 등 공동주택에 수거해가지 않은 재활용 폐기물로 인한 ‘쓰레기 대란’이 벌어졌고 비슷한 시기를 전후하여 방치・불법 폐기물이 야적된, 이른바 ‘쓰레기산’이 전국적인 이슈가 되기도 했다.
불법·방치 폐기물 증가하면서 사회적으로 이슈가 되자 2019년 2월 21일 정부는 불법폐기물 관리강화 대책을 발표하였고 여기에 공공처리 확대 방안이 포함되면서 공공폐자원관리시설이 본격적으로 논의되기 시작했다. 이후 2019년 4월 국회토론회 및 같은해 4월부터 6월까지 국민의식 여론조사 및 전문가 의견 등 의견수렴 절차를 거쳐 2020년 6월 「공공폐자원관리시설의 설치·운영 및 주민지원 등에 관한 특별법」을 제정・공포하였고 2021년 6월 시행을 앞두고 있다.

### 제정 취지
공공폐자원관리시설법 제1조에서는 제정 취지를 다음과 같이 밝히고 있다. ‘폐자원으로 인하여 발생하는 국민건강 및 재산에 대한 피해를 예방하기 위하여 공공폐자원관리시설의 설치·운영 및 주민지원 등에 관하여 필요한 사항을 규정함으로써 공공처리대상 폐기물을 신속하고 친환경적으로 처리하여 지속가능한 환경보전과 국민생활의 질적 향상에 이바지한다.’ 즉, 공공처리대상 폐기물의 처리를 위하여 매립장과 소각장 등을 포함한 공공폐자원관리시설을 정부 주도로 설치·운영하고, 해당 지역주민들에게는 확실한 지원을 통해 반대급부를 제공하겠다는 것이다.

### 주요 내용
공공폐자원관리시설법의 주요 내용은 3가지로 설명할 수 있다. 첫째, 운영 중 발생하는 운영이익을 지역주민에게 환원하고, 해당 지자체에 배분하여 주민편익 등 복지사업에 사용한다. 폐기물 반입수수료 및 기타 수입으로 발생한 운영이익금을 설치 지역에서 가까운 순으로 이주 지역, 기금수혜 지역, 투자 참여 지역으로 나누고, 각각 ‘이주 대책 수립’, ‘설치 비용의 10%를 주민특별기금으로 조성’, ‘시설 설치 사업의 투자를 허용’하는 방법으로 관련 규정에서 정한 배분 한도에 따라 현금, 현물 등으로 지원한다. 또 운영이익금의 일부는 관할 지자체장에 배분하여 주민편익 설치, 주민 소득증대, 복리증진, 육성사업 등에 사용한다. 둘째, 강화된 환경기준을 적용하고, 심미적 디자인 및 친환경기술을 도입하여 지역의 명소가 될 수 있도록 설치한다. 공공폐자원관리시설은 지역주민과 협의하여 강화된 환경 기준을 적용하여 환경 영향을 최소화하고, 오염물질의 배출 농도를 실시간으로 공개하여 주민이 안심하고 생활할 수 있는 안전한 시설로 설치할 예정이다. 또한 심미적 디자인, 신재생 에너지 등 친환경 기술을 적용하여 설계하고, 관할 지자체와 협업하여 지역 특성 및 인프라와 연계 개발을 추진하여 랜드마크 전략 수립을 통해 주민 친화적인 시설로 설치하게 된다. 셋째, 입지선정 단계부터 운영까지 주민이 참여하여, 투명하게 운영한다. 입지선정 단계에서는 주민대표와 지자체, 그리고 주민대표가 추천하는 전문가가 참여하는 입지선정위원회를 구성하여 입지를 선정하고, 주민협의체를 통한 연구기관의 선정, 지방자치단체 지원금 사용에 대한 협의 및 주민감시요원 추천 등 각 단계별로 능동적인 주민참여와 감시가 이루어진다. 또한 분기별로 주민협의체에 폐기물의 반입 및 처리 현황, 대기오염물질 관리실태 운영, 이익금 사용 내역을 공개하여 운영의 투명성을 확보하게 된다.

### 기대 효과
국가 주도의 공공폐자원관리시설이 설치되면 처리시설 부족 문제가 상당 부분 해결되고, 친환경적인 시설 운영 및 이익공유를 통해 지역과의 상생 모델을 마련할 수 있다. 이를 통해 기존 민간 폐기물 처리 체계를 보완하여 국민 눈높이에 맞는 안전한 폐기물 처리기반이 마련될 것으로 기대하고 있다.

## 관련 법규

### 폐기물관리법
폐기물의 발생을 최대한 억제하고 발생한 폐기물을 친환경적으로 처리함으로써 환경보전과 국민생활의 질적 향상에 이바지하는 것을 목적으로 지난 1986년 제정되고 1991년에 전문 개정되어 같은 해 9월 9일부터 시행됐다. 폐기물의 배출 및 처리, 폐기물처리업과 폐기물처리업자 등에 대한 지도와 감독, 벌칙 등으로 구성돼 있다. 무단 방치와 불법 투기가 빈번해짐에 따라 최근 법률 개정을 통해 폐기물 반입정지 명령, 부적정 처리이익에 대해 과징금 부과, 조치 명령 없이 대집행(공공이 우선 집행 후 의무자에게 구상권을 청구하는 강제집행의 일종) 시행 등 더 강력한 법 집행의 근거를 마련했다.

### 자원순환기본법
자원을 효율적으로 이용하여 폐기물의 발생을 최대한 억제하고 발생된 폐기물의 순환이용 및 적정한 처분을 촉진하여 천연자원과 에너지의 소비를 줄임으로써 환경을 보전하고 지속가능한 자원순환사회를 만드는 데 필요한 기본적인 사항을 규정하고자 2016년 제정하고, 비닐·플라스틱 대란이 터진 2018년부터 시행됐다. 한 마디로 폐기물 발생을 억제하고 발생한 폐기물의 순환이용 및 적정 처분을 촉진해 지속가능한 자원순환사회를 만드는 것이 본 법률의 목적이다.

### 폐기물시설촉진법
「폐기물처리시설 설치 촉진 및 주변지역 지원 등에 관한 법률」의 약칭으로서 일명 폐촉법으로 줄여부른다. 폐기물처리시설의 부지 확보 촉진과 그 주변 지역 주민에 대한 지원을 통하여 폐기물처리시설의 설치를 원활히 하고 주변지역 주민의 복지를 증진함으로써 환경보전과 국민 생활의 질적 향상에 이바지함을 목적으로 지난 1995년에 제정된 법이다. 2020년 6월 9일 개정 내용을 공포하여 같은 해 12월 10일부터 시행 중인 개정법은 폐기물처리시설 설치 의무의 강화를 주요 내용으로 하고 있다. 개정 이전 법에서는 택지개발자가 폐기물처리시설을 설치하는 것과 대신 해당 지자체에 설치부담금을 납부하는 것 중에서 선택하도록 허용했으나, 개정 법률에서는 폐기물처리시설이 필요하지 않다고 인정되는 경우에만 설치부담금을 납부하도록 함으로써 폐기물처리시설 설치가 기본이고 설치부담금 대납이 예외임을 명시한 것이다. 주거지역과 인접한 경우라면 처리시설을 지하에 설치하도록 하여 예외 조건을 까다롭게 하였다. 지금까지는 대부분의 지자체가 폐기물처리시설 설치보다는 설치부담금 납부를 선택함으로써 폐기물처리시설이 부족해지고 불법폐기물 대책까지 마련해야 했던 만큼, 이러한 여건을 개선하려는 취지가 반영된 법 개정인 것이다. 개정된 폐기물시설촉진법의 가장 대표적인 적용 사례가 바로 국내 유사 시설에서 소개한 하남 유니온타워·파크이다.

## 국내 유사 시설

### 하남 유니온타워·파크
하남시에서 운영하는 대규모 택지개발 사업의 부속 환경기초시설로서 국내 최초로 지하에 폐기물 처리시설과 하수 처리시설을 함께 설치한 사례이다. 지하에 소각시설, 음식물 자원화시설, 재활용선별시설, 하수처리시설을 설치하고 지상에는 실내체육관, 물놀이시설, 조경시설, 전망대, 야외무대 등을 설치하여 시민 편의시설로 운영 중인 국내의 대표적 모범 사례로서 각 지자체의 답사가 이어지고 있는 곳이다. 시설 규모는 1일 기준 소각용량 48톤, 음식물자원화 80톤, 재활용품 선별 50톤, 생활폐기물 압축 60톤 등 비교적 소규모이다. 유니온타워·파크의 주변은 대규모 신축 아파트단지와 주민 편의시설이 지금도 계속 들어서고 있는 전형적인 택지 공간이면서도 폐기물 처리시설과 무리 없이 공존할 수 있음을 보여주는 좋은 사례이다. 총 사업비 3,031억 원. 경기도 하남시 미사대로 710 소재.

### 구리 자원회수시설
폐기물 소각장의 굴뚝을 높이 100미터의 전망타워로 활용하여 1층은 48각의 유리 전망대, 2층은 360도 회전식 레스토랑으로 운영하고 있다. 또한 지상에는 축구장, 게이트볼장 등 야외체육시설과 실내 수영장과 갤러리를 비롯한 문화공간을 설치, 운영하여 시민들의 여가 공간으로 활용하고 있다. 지난 2001년 개관 이래 대한민국을 대표하는 모범 사례로서 유사 시설의 국내외 답사 1번지 역할을 오랜 기간 해왔다. 소각 용량은 1일 200톤 규모이다. 경기도 구리시 왕숙천로 49 소재.

### 아산환경과학공원
아산시에서 발생하는 생활폐기물 처리를 위해 건립된 폐기물처리시설이다. 소각용량은 1일 200톤이며 반건식반응탑, 여과집진기, 선택적촉매환원탑 등의 공해방지시설이 설치・운영되고 있다. 시설 내 주민편의시설에 열원을 활용한 후 나머지 스팀은 인근 제지회사에 판매하고 있다. 주민협의체에서 소각시설 2호기 설치를 건의할 정도로 인근 주민들과 우호적 관계 형성에 성공한 대표적 사례로 꼽힌다. 주민편의시설로는 행정복지센터, 생태곤충원, 그린타워(카페, 레스토랑, 전망대), 풋살경기장, 건강문화센터(사우나, 헬스, 찜질방, 에어로빅), 장영실과학관이 있다. 주민편의시설의 방향성을 문화관광으로 명확하게 설정함으로써 폐기물처리시설을 지하화하지 않고도 지역의 랜드마크가 되었다는 점이 시사하는 바가 크다. 총 사업비는 1,300억 원 중 소각시설 설치에 700억 원이 소요됐다. 충청남도 아산시 배미로 154 소재.

### 시흥그린센터
시흥시에서 배출하는 사업장폐기물과 하수슬러지 등을 처리하기 위해 설치된 폐기물 처리시설로 기존에 20년 이상 운영했던 노후 소각시설을 폐쇄하고 1일 소각량 200톤 규모의 신규 소각시설을 2019년 4월에 준공하여 운영하고 있다. 대상 폐기물은 시청공공폐기물, 선별 가연성폐기물, 건조 슬러지로서 발열량이 높은 가연성폐기물과 발열량이 상대적으로 낮은 건조 슬러지를 혼합 소각하여 소각로의 부하를 증가시키지 않으면서 동시에 폐기물의 지속적인 반입이 이루어지도록 하고 있다. 건조 슬러지를 생활폐기물과 혼합 소각 시 소각로 열부하에 영향을 주지 않기에 건조 슬러지의 혼합 소각이 생슬러지의 혼합 소각보다 소각로 운전에 안정적이라고 알려져 있다. 따라서 향후 공공폐자원관리 소각시설에서도 시흥그린센터의 사례를 참고하여 재활용 잔재물 소각을 고려할 필요가 있다. 경기도 시흥시 옥구천서로9번길 45 소재.

## 주요 해외 사례

### 덴마크
1987년부터 에너지･지역난방과 폐기물관리 계획을 통합하여 생활폐기물과 사업장폐기물 처리계획 및 용량 확보를 지자체의 책임으로 명시했다. 폐기물 관리의 중점목표를 위생적인 폐기물 처리와 더불어 환경보호에 둔 것이다. 민간 매립회사는 파산에 따른 운영 및 사후관리의 문제점이 빈번해짐에 따라 1992년부터는 모든 신규 매립시설은 지자체에서 설치･운영하게 되었고 이에 따라 현재 덴마크 매립시설의 90% 이상은 공공 소유이며 가연성폐기물 매립은 금지하고 있다. 유해폐기물의 소각은 지자체의 공동 재원투자로 공공소각장(Kommune Kemi A/S;콤무니키미)을 설치하여 광역처리 방식으로 운영하고 있다. 연간 처리 용량은 20만톤이다. 덴마크의 지자체는 이처럼 공공기관 형태의 폐기물 처리시설을 설립하여 위탁 운영하거나 아예 지자체가 처리시설을 직영하고 있다. 서부소각장(Vestforbraending; 붸스트퍼브라인딩)은 덴마크 최대의 폐기물 관리 및 에너지 회사로서 (연간 기준) 54만톤의 폐기물을 소각하고 약 30만MW/h의 전기를 생산하며, 120만MW/h의 열을 생산하여 7만5천 가구에 지역난방을 공급하고 있다.

### 독일
폐기물 불법투기에 따른 환경 오염 문제가 심각했던 독일은 일찍이 1972년 연방 내 각 지자체가 폐기물 관리 계획을 수립하여 이행하는 등 폐기물 처리의 공공 책임을 강화한 연방 폐기물관리법을 만들어 공포했다. 이에 따라 헤세(hessen)주와 민간기업이 공동투자하여 설립한 HIM(Hessian Industrial Waste Ltd.)을 유해폐기물 공공처리 서비스 제공업체로 지정하고 1982년부터 연간 13만톤의 유해폐기물 소각시설을 가동하고 있다.

### 오스트리아

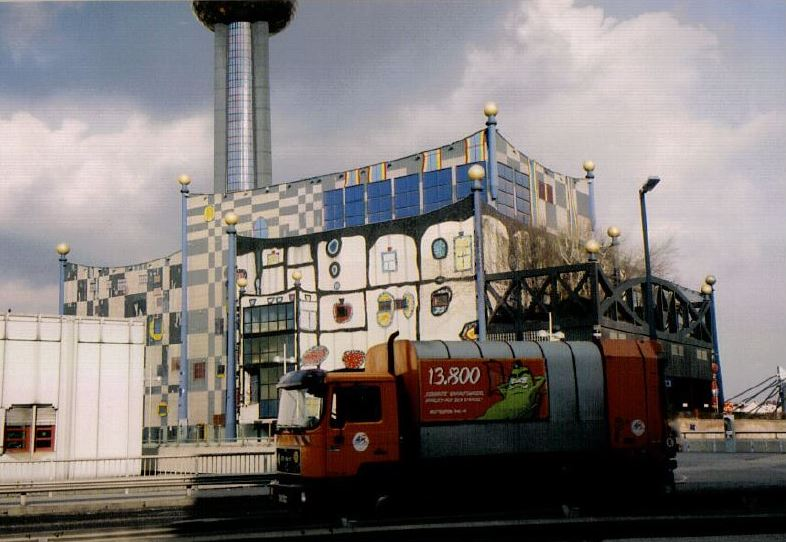
훈데르트 바서가 설계한 소각장

비엔나의 슈피텔라우(Spittelau)는 연간 25만톤의 처리 용량을 갖추고 60MW 규모의 지역난방 및 전기를 공급하는 소각시설로서 건축가 훈데르트바서(Friedensreich Regentag Dunkelbunt Hundertwasser)의 손을 거쳐 독특한 외관으로 주목받는 문화예술 공간으로 재탄생한 사례이다. 폐기물 처리시설이 지역의 랜드마크로서 관광자원이 된 것이다. 훈데르트바서가 설계한 폐기물 소각장은 일본 오사카에도 있으며 비엔나의 슈피텔라우와 유사한 듯 서로 다른 외관으로 인해 화제가 되기도 했다.

### 일본
폐기물처리법에 따라 전국에 18개의 폐기물처리센터를 운영하고 있다. 민간사업자가 주로 담당해왔던 폐기물 처리시설의 기준이 강화되면서 처리 비용이 급등하고 결과적으로 폐기물 불법 투기가 성행하게 되자 이에 대한 대책으로 공공 부문과 민간 부문을 결합한 폐기물처리센터 제도를 도입한 것이다. 폐기물처리센터는 관과 민의 결합 정도에 따라 크게 3가지 형태로 나뉜다. 공익성을 강조한 비영리공익법인 형태의 재단법인이 가장 대표적이며, 지방공공단체가 자본금의 3분의 1 이상을 출자한 주식회사 형태와 민간자본을 차입하여 운용하는 PFI선정사업자(Private Finance Initiative) 형태 등 크게 3가지가 있다. 폐기물처리센터의 주요 업무는 지자체의 위탁을 받아 일반폐기물과 특별관리 일반폐기물, 산업폐기물과 특별관리 산업폐기물, 적정처리 곤란물 등을 처리하는 시설을 설치하고 유지관리 하는 것이다. 이중 산업폐기물과 특별관리 산업폐기물 처리 업무는 센터 지정 요건에 해당하는 필수 항목이다. 폐기물처리센터는 지자체의 지원 외에 일정액의 국고보조와 세제상의 혜택을 받고 있으며, 동시에 지자체에서는 센터의 사업 및 예산 계획을 보고받고 결산하며 업무상 필요한 명령을 하달할 수 있다. 민간의 자본력과 공공의 신뢰성을 결합한 반관반민(半官半民)의 절충안인 것이다.

## 같이 보기
- 폐기물
- 폐기물 관리
- 폐기물관리법
- 쓰레기 수집
- 난지도 (서울)
- 수도권 매립지
- 재생 가능 에너지(신재생에너지)